# Felipe Guardiola Sellés
Felipe Guillermo Guardiola Sellés (Valência, Espanha, 1951) é um advogado e político espanhol. Se licenciou em direito pela Universidade de Valência, na especialidade de direito privado, sendo eleito senador em 19 de setembro de 1991.